# Ita Zbroniec-Zajt
Ita Zbroniec-Zajt, född 1983 i Krakow, är en polsk filmfotograf verksam i Sverige och Polen.
Hon har gått fotolinjen vid Filmhögskolan i Lódz. År 2016 tilldelades hon Bo Widerberg-stipendiet. Ita Zbroniec-Zajt blev 2017 första kvinna att tilldelas Guldbaggen för Bästa foto. Priset var för fotot i Yarden men hon var även nominerad i samma kategori för fotot i Min faster i Sarajevo. Samma år tilldelades hon även Kurt Linders stipendium för sitt arbete med de två filmerna.
Hon är bosatt i Malmö.

## Filmfoto i urval
- 2014 – Svenskjävel
- 2015 – Granny's Dancing on the Table
- 2016 – Yarden
- 2016 – Min faster i Sarajevo
- 2017 – Krig
- 2018 – And Breathe Normally
- 2019 – Säsong
- 2020 – 22 juli (TV-serie)
- 2020 – LasseMajas detektivbyrå – Tågrånarens hemlighet
- 2021 – Deg (TV-serie)
- 2022 – Döttrar
- 2022 – Woman On The Roof